# Национальный университет Тайваня
Национальный университет Тайваня (кит. 國立臺灣大學) — университет, основанный в 1928 году в Тайбэе, Тайвань. В состав университета входят 11 колледжей и 4 исследовательских центра.

## История
Предшественником Национального университета Тайваня был Императорский университет Тайхоку (японское название Тайбэя), основанный японцами в 1928 году.
После Второй мировой войны правительство Китайской республики возобновило деятельность университета, переименовав его в Национальный университет Тайваня 15 ноября 1945.
Среди выпускников университета лауреат Нобелевской премии по химии за 1986 год Ли Юаньчжэ и все четверо демократически избранных президента Тайваня — Ли Дэнхуэй, Чэнь Шуйбянь, Ма Инцзю и Цай Инвэнь.